# Lijst van voetbalinterlands Cuba - Guatemala
Deze lijst van voetbalinterlands is een overzicht van alle officiële voetbalwedstrijden tussen de nationale teams van Cuba en Guatemala. De landen speelden tot op heden zeventien keer tegen elkaar, te beginnen met een vriendschappelijke wedstrijd die werd gespeeld in San Salvador (El Salvador) op 27 maart 1935. Het laatste duel, een groepswedstrijd tijdens de CONCACAF Gold Cup 2023, vond plaats op 27 juni 2023 in Fort Lauderdale (Verenigde Staten).

## Wedstrijden
| №  | Plaats            | Datum             | Competitie              | Wedstrijd        | Uitslag |
| -- | ----------------- | ----------------- | ----------------------- | ---------------- | ------- |
| 1  | San Salvador      | 27 maart 1935     | Vriendschappelijk       | Cuba – Guatemala | 2 – 1   |
| 2  | Tegucigalpa       | 22 augustus 1955  | CCCF-kampioenschap 1955 | Cuba – Guatemala | 1 – 0   |
| 3  | San José          | 8 maart 1961      | CCCF-kampioenschap 1961 | Guatemala – Cuba | 2 – 0   |
| 4  | Havana            | 30 april 1988     | WK 1990 kwalificatie    | Cuba – Guatemala | 0 – 1   |
| 5  | San Marcos        | 15 mei 1988       | WK 1990 kwalificatie    | Guatemala − Cuba | 1 − 1   |
| 6  | Guatemala-Stad    | 30 augustus 1996  | Vriendschappelijk       | Guatemala – Cuba | 1 – 1   |
| 7  | Havana            | 6 januari 2002    | Vriendschappelijk       | Cuba – Guatemala | 0 – 1   |
| 8  | Havana            | 9 januari 2002    | Vriendschappelijk       | Cuba – Guatemala | 0 – 0   |
| 9  | Guatemala-Stad    | 10 september 2009 | WK 2010 kwalificatie    | Guatemala – Cuba | 4 – 1   |
| 10 | Havana            | 15 oktober 2008   | WK 2010 kwalificatie    | Cuba – Guatemala | 2 – 1   |
| 11 | Guatemala-Stad    | 23 augustus 2014  | Vriendschappelijk       | Guatemala – Cuba | 1 – 0   |
| 12 | Charlotte         | 15 juli 2015      | CONCACAF Gold Cup 2015  | Cuba − Guatemala | 1 − 0   |
| 13 | Guatemala-Stad    | 15 augustus 2018  | Vriendschappelijk       | Guatemala − Cuba | 3 − 0   |
| 14 | Quetzaltenango    | 18 augustus 2018  | Vriendschappelijk       | Guatemala − Cuba | 1 − 0   |
| 15 | Guatemala-Stad    | 24 maart 2021     | WK 2022 kwalificatie    | Guatemala − Cuba | 1 − 0   |
| 16 | Antigua Guatemala | 24 maart 2022     | Vriendschappelijk       | Guatemala − Cuba | 1 − 0   |
| 17 | Fort Lauderdale   | 27 juni 2023      | CONCACAF Gold Cup 2023  | Guatemala − Cuba | 1 − 0   |

## Samenvatting
| Competitie        | Totaal gespeeld | Winst Cuba | Gelijk | Winst Guatemala | Doelsaldo Cuba – Guatemala |
| ----------------- | --------------- | ---------- | ------ | --------------- | -------------------------- |
| WK-kwalificatie   | 5               | 1          | 1      | 3               | 4 − 8                      |
| CONCACAF Gold Cup | 4               | 2          | 0      | 2               | 2 − 3                      |
| Vriendschappelijk | 8               | 1          | 2      | 5               | 3 − 9                      |
| Totaal            | 17              | 4          | 3      | 10              | 9 − 20                     |

Wedstrijden bepaald door strafschoppen worden, in lijn met de FIFA, als een gelijkspel gerekend.
AFC · A-internationals · Bondscoaches · Cubaans vrouwenelftal · Cuba U21 · Cuba U20 · Cuba U19 · Cuba U18 · Cuba U17
1920 – 1949 ·
1950 – 1969 ·
1970 – 1979 ·
1980 – 1989 ·
1990 – 1999 ·
2000 – 2009 ·
2010 – 2019 ·
2020 − 2029
WK 1938
OS 1976 ·
OS 1980
Albanië ·
Algerije ·
Angola ·
Antigua en Barbuda ·
Aruba ·
Bahama's ·
Barbados ·
Belize ·
Bermuda ·
Bolivia ·
Britse Maagdeneilanden ·
Bulgarije ·
Canada ·
Chili ·
China ·
Colombia ·
Costa Rica ·
Curaçao ·
DDR ·
Dominica ·
Dominicaanse Republiek ·
Ecuador ·
El Salvador ·
Ghana ·
Grenada ·
Guatemala ·
Guyana ·
Haïti ·
Honduras ·
Indonesië ·
Jamaica ·
Kaaimaneilanden ·
Kameroen ·
Mexico ·
Nicaragua ·
Nederlandse Antillen ·
Panama ·
Puerto Rico ·
Roemenië ·
Saint Kitts en Nevis ·
Saint Lucia ·
Saint Vincent en de Grenadines ·
Suriname ·
Trinidad en Tobago ·
Turks en Caicoseilanden ·
Uruguay ·
Venezuela ·
Verenigde Staten ·
Zuid-Korea ·
Zweden
FNFG · A-internationals · Selecties · Guatemalteeks vrouwenelftal
1920 – 1949 ·
1950 – 1969 ·
1970 – 1979 ·
1980 – 1989 ·
1990 – 1999 ·
2000 – 2009 ·
2010 – 2019 ·
2020 − 2029
1921 · 
1922 · 
1923 · 
1923–1929 · 
1930 · 
1931–1934 · 
1935 · 
1935–1942 · 
1943 · 
1944 · 1945 · 
1946 · 
1947 · 
1948 · 
1949 · 
1950 · 
1941 · 1942 · 
1953 · 
1954 · 
1955 · 
1956 · 
1957 · 
1958 · 1959 · 
1960 · 
1961 · 1962 · 
1963 · 
1964 · 
1965 · 
1966 · 
1967 · 
1968 · 
1969 · 
1970 · 
1971 · 
1972 · 
1973 · 
1974 · 
1975 · 
1976 · 
1977 · 
1978 · 1979 · 
1980 · 
1981 · 1982 · 
1983 · 
1984 · 
1985 · 
1986 · 
1987 · 
1988 · 
1989 · 
1990 · 
1991 · 
1992 · 
1993 · 1994 · 
1995 · 
1996 · 
1997 · 
1998 · 
1999 · 
2000 · 
2001 · 
2002 · 
2003 · 
2004 · 
2005 · 
2006 · 
2007 · 
2008 · 
2009 · 
2010 · 
2011 · 
2012 · 
2013 · 
2014 ·
2015 ·
2016 ·
2017 ·
2018 ·
2019 ·
2020 ·
2021 ·
2022 ·
2023 ·
2024
Anguilla ·
Antigua en Barbuda ·
Argentinië ·
Armenië ·
Barbados ·
Belize ·
Bermuda ·
Bolivia ·
Brazilië ·
Britse Maagdeneilanden ·
Canada ·
Chili ·
Colombia ·
Costa Rica ·
Cuba ·
Curaçao ·
Dominica ·
Dominicaanse Republiek ·
Ecuador ·
El Salvador ·
Grenada ·
Guyana ·
Haïti ·
Honduras ·
IJsland ·
Iran ·
Israël ·
Jamaica ·
Japan ·
Mexico ·
Nederlandse Antillen ·
Nicaragua ·
Noorwegen ·
Panama ·
Paraguay ·
Peru ·
Polen ·
Puerto Rico ·
Qatar ·
Saint Lucia ·
Saint Vincent en de Grenadines ·
Slowakije ·
Sovjet-Unie ·
Suriname ·
Trinidad en Tobago ·
Uruguay ·
Venezuela ·
Verenigde Staten ·
Zuid-Afrika ·
Zuid-Korea